# ATP Challenger Newport
Das ATP Challenger Newport (offizieller Name: Hall of Fame Open) ist ein seit 2025 stattfindendes Tennisturnier in Newport, Vereinigte Staaten. Es ist Teil der ATP Challenger Tour und wird im Freien auf Rasen ausgetragen.

## Liste der Sieger

### Einzel
| Jahr | Sieger         | Finalgegner      | Ergebnis |
| ---- | -------------- | ---------------- | -------- |
| 2025 | Zachary Svajda | Adrian Mannarino | 7:5, 6:3 |

### Doppel
| Jahr | Sieger               | Finalgegner                          | Ergebnis  |
| ---- | -------------------- | ------------------------------------ | --------- |
| 2025 | Robert Cash JJ Tracy | Hans Hach Verdugo Cristian Rodríguez | 7:63, 6:3 |